# Uroxys gatunensis
Uroxys gatunensis là một loài bọ cánh cứng trong họ Bọ hung (Scarabaeidae).